# Nothobranchius patrizii
Nothobranchius patrizii är en fiskart som först beskrevs av Decio Vinciguerra 1927.  Nothobranchius patrizii ingår i släktet Nothobranchius och familjen Nothobranchiidae. IUCN kategoriserar arten globalt som livskraftig. Inga underarter finns listade i Catalogue of Life.